# Tomislav Starčević
Tomislav Starčević (Mount Gambier, 1959. – Melbourne, 2. svibnja 2007.), bio je novinar, glavni urednik Hrvatskoga vjesnika iz Melbournea, u Australiji.

## Životopis
Tomislav Starčević rodio se 1959. godine u mjestu Mount Gambier, u Australiji. Nakon što se doselio u Geelong te potom u Melbourne, postao je jednim od najaktivnijih članova hrvatske iseljeničke zajednice. Sudjelovao je u radu "Hrvatske mladeži Uzdanica", bio je najmlađim članom vodstva nekadašnjega "Hrvatskoga narodnoga vijeća" te glavnim urednikom Hrvatskoga vjesnika.
Umro je 2. svibnja 2007. godine, u melbournškoj bolnici St. Vincent.

## Spomen
- U spomen na njega The Association of Croatian Language Teachers of Victoria za učenike iz australske države Viktorije organizira, uz sponzorštvo Hrvatskoga vjesnika, godišnji natječaj u pisanju ‘Tomislav Starčević’ Croatian writing competition.[2]